# Gerald Alexanderson
Pour les articles homonymes, voir Alexanderson.
Gerald Lee Alexanderson, né le 13 novembre 1933 et mort le 16 décembre 2020, est un mathématicien américain. Il est professeur de sciences Michael & Elizabeth Valeriote à l'université de Santa Clara.

## Formation et carrière
Alexanderson effectue ses études de premier cycle à l’Université de l'Oregon, où il obtient un baccalauréat universitaire en 1955. Il obtient une maîtrise de l'Université Stanford en 1958 et il rejoint la même année la faculté de l'université de Santa Clara. À Santa Clara, il dirige le département de mathématiques pendant 35 ans, de 1967 à 2002,. 
En 1997-1998, il a été président de la Mathematical Association of America. Il a également été président de l'association Fibonacci de 1980 à 1984,.  
Il est l'auteur de 15 livres et a été rédacteur en chef du Mathematics Magazine de 1986 à 1990,.

## Récompenses et honneurs
En 2005, Alexanderson a remporté le prix Deborah-et-Franklin-Haimo pour son enseignement distingué des mathématiques au collège ou à l'université, ainsi que les prix Yueh-Gin Gung et Dr Charles Y. Hu pour services rendus à la mathématique,, tous deux de la Mathematical Association of America.

## Publications
- Gerald Alexanderson, « The Beginnings and Evolution of Algebra », MAA review,‎ 2000 (lire en ligne)
- Gerald L. Alexanderson, « Euler’s Introductio In Analysin Infinitorum », Bulletin of the American Mathematical Society, vol. 44, no 4,‎ octobre 2007, p. 635–639 (DOI 10.1090/S0273-0979-07-01183-4, lire en ligne [PDF])
- (en) Gerald L. Alexanderson (dir.), The Random Walks of George Polya, MAA, 2000, 303 p. (ISBN 978-0-88385-528-7, lire en ligne)
- (en) Donald J. Albers, Gerald Alexanderson et Constance Reid, More Mathematical People : Contemporary Conversations, Harcourt Brace Jovanovich, 1990, 375 p. (ISBN 0-15-158175-4).
- Gerald Alexanderson et Leonard F. Klosinski, « About The Cover: Ramanujan In Bronz », vol. 53, no 4 [PDF], American Mathematical Society, octobre 2016